# Acacia ingramii
Acacia ingramii é uma espécie de leguminosa do gênero Acacia, pertencente à família Fabaceae.